# Astelia rapensis
Astelia rapensis är en enhjärtbladig växtart som beskrevs av Carl Skottsberg. Astelia rapensis ingår i släktet Astelia och familjen Asteliaceae. Inga underarter finns listade i Catalogue of Life.